# Калиманица
Калиманица е историческо село в Област Монтана, съществувало до 1984 г.
Жителите му, заедно с жителите на съседното село Живовци, са изселени във връзка с построяването на открития през 1986 г. язовир Огоста. Към момента на изселването селото има около 470 души население. Изселването започва през 1970-те години. Днес от селото са останали само незавършена църква (започната през 1935 г.) и паметник на загиналите в Септемврийското въстание. Въпреки плановете, селото така и не е наводнено от водите на язовира.
В местността Манастирище, северно от селото, са намерени шест римски сгради и църква.
В Калиманица е роден писателят Йордан Радичков.
| Година  | Брой жители |
| ------- | ----------- |
| 1887 г. | 370 души    |
| 1910 г. | 371 души    |
| 1956 г. | 372 души    |
| 1984 г. | 470 души    |

## Калиманица в литературата

##### В„Спомени за коне“, Йордан Радичков:
"...Ако в тия деветдесет къщи се преброи населението заедно с бебетата и люлките, то човек ще стигне цифрата 473. Селото се казва Калиманица, по старото административно деление влиза в състава на Берковска околия, Врачанска област.
Селището е създадено в римско време, вероятно в четвърти век преди Христа. Ще отида малко напред в 1973 година, когато в района на селцето се правеха разкопки и по-специално се разкриваха основите на богата римска вила, заобиколена с работилници за дялане на мрамор и пет или шест пещи за изпичане на грънчарски съдове, тухли и керемиди. Банята в римската къща бе постлана с дребна мозайка, когато работниците вдигнаха мозайката, намериха под нея две сребърни пари от четвърти век. Посредством тези пари археолозите можаха да датират точно времето на строежа. Римляните, освен че са дялали мрамор, освен че са правели грънчарски изделия, тухли и прочее, са се занимавали също така със скотовъдство, лов, а са и работили в златни рудници откъм южната страна на селището. При разкопките се намериха и златни украшения и в едно от преддверията на сградата работниците нагазиха до колене в еленови рога и посивели глиги на диви свине. Какво е било след римляните, дълго време не се знае, по всяка вероятност номади са дошли, а номадите не оставят някакъв знак и никаква следа отподире си освен разрушения. Това е колибарски, цигански народ, стануващ под открито небе или в сезонни колиби.
По-късно, с образуването на българската държава, селището се именува Калиманица, предполага се, че е вече болярско име. Възникването на богомилството оставя край селището само наименованието на една местност Делелия, място закътано, украсено със стари брястове и дъбове. Ръководителят на археологическите разкопки от 1973 година твърдеше, че името на местността идва от богомилското дедец — т.е. на това място са се събирали старейшините с по-първите общинари. По времето на турското робство село Калиманица поради изключителния си климат — меко лято и топла зима (зимно време дори нощем капчуците капят от стрехите и напомнят на сънуващите в къщите жители, че всеки миг пролетта ще звънне в селцето) — населявано само от турци. Изглежда, че много народ е мрял в това селище, защото има две турски гробища, едното от които е смесено с римско гробище. По време на Освобождението турците се изселват и разпродават имотите и къщите си на преселници. Нашите хора слизат откъм Западните покрайнини, идват семейства от Македония, няколко фамилии Бошняци, идват също така и от колибарските селища откъм Чипровския балкан, от колибите на Руй планина, преселниците се смесват, женят се помежду си, сиромаси, но жилави и плодни, осветяват оброци в околностите на селцето, определят място за християнско гробище и селцето в дългата си история се обгражда с изоставени римски рудници, едно римско, две турски и едно християнско гробище.
Историята на селцето няма да бъде предмет в този разказ, затова ще се огранича дотук, тъй като смятам, че тези факти са достатъчни за читателя и че той вече знае най-необходимото. Когато изучавахме зоология, учителят винаги ни питаше за всяко отделно животно къде живее, с какво се храни и как се размножава. Моето селце живее в предпланините на Стара планина, прехранва се от плодовете на една педя земя и се размножава според прищевките на съдбата. Във всяко едно начинание го ръководи съдбата, но мисля, че селцето я направлява. Къщи и улици са потопени в мирова светлина, а и самото то излъчва от себе си мирова светлина. Околностите му врат от каква ли не твар — охлюв, циганско петле, пчелояд, зелен гущер, таралеж, костенурки, лете синорите се покриват с развети змийски ризи, наричани от народа змийски съблекла, лисица, заек и язовец, сури вълци, дива котка, а когато липите цъфтят, селцето и котловината по цели нощи се обгръщат в студената, но тайнствена светлина на любещи се светулки. Жените на селцето стават тогава по-женствени, а усмивките им — по-загадъчни."
Из "Спомени за коне", Йордан Радичков